# Río Chirok (Yemets)
El río Chirok (en ruso: Чиро́к, "cerceta") es un río del óblast de Tiumén, en Rusia. Es un afluente por la izquierda del río Yemets que lo es del río Vagái, que lo es del río Irtish, y este a su vez del río Obi, a cuya cuenca hidrográfica pertenece.

## Geografía
Tiene 13 km de longitud. Nace a 133 m sobre el nivel del mar, entre Plóskoye y Kírovskaya, y se dirige hacia el nordeste, pasando por Ust-Malye Chirki, donde gira hacia el este, hasta su desembocadura a 109 m de altura en el Yemets al sur de Srédniye Chirki, a 107 km de su desembocadura en el río Vagái en Mokrushina.